# Barbara Schlick
Barbara Schlick (Würzburg, 21 juli 1943) is een Duitse sopraan.

## Levensloop
Schlick studeerde zang aan de Hogeschool voor Muziek in Würzurg en daarna bij Hilde Wesselmann in Essen. Op een vroeg tijdstip begon ze zich te specialiseren in het repertoire van Liederen en van Oratoria.
In 1966 werd ze soliste in het Barok-Ensemble van Adolf Scherbaum en verwierf naam als vertolkster van barokmuziek, in het bijzonder van de werken van Johann Sebastian Bach. In 1971 ging ze op concertreis doorheen Rusland, in 1972 doorheen de VS. In 1975-1976 concerteerde ze in Israël en opnieuw in de Verenigde Staten.
Schlick is in de meeste Europese grote steden opgetreden, zoals in Londen waar ze aan verschillende Haydnconcerten deelnam en in Amsterdam waar ze sopraansolo in het Requiem van Mozart zong. Ze trad op in de Festivals die plaatsvonden in Bordeaux, Parijs, Brugge, Berlijn en München. In 1980 trad ze op in het Stadttheater van Bern. Ze zong er in Orpheus en Erydice van Haydn. In 1988 trad ze op in het York Early Music Festival en in 1989 en 1994 zong ze in de Händel-Festspiele in Göttingen. Ze trad ook op in talrijke muziekcentra in Israël, Japan, Canada, Rusland en de Verenigde Staten.
Ze is talrijke malen opgetreden voor de radio en televisie in de meeste West-Europese landen. Ze gaf elf jaar lang les aan de Musikhochschule in Würzburg. Sinds 1997 doceert ze in de Hogeschool voor Muziek van Keulen in Wuppertal en tot in 2002 was ze ook gastdocente in de Muziekhogeschool van Maastricht.
Schlick zetelde in de jury voor het internationaal concours van het Festival Musica Antiqua in Brugge in de jaren 1990 - 1996 - 1999 - 2002 - 2006 en 2008.
- Bibliothèque nationale de France: cb139258557 (data)
- CiNii: DA12230733
- Gemeinsame Normdatei: 123920612
- International Standard Name Identifier: 0000 0001 0921 584X
- Library of Congress Control Number: n85023305
- Nationale Bibliotheek van Letland: 000103284
- MusicBrainz: 4ca5f433-1a8b-4b90-9274-b17d7b6db9f5
- Nationale Bibliotheek van Tsjechië: xx0021217
- Nationale Bibliotheek van Israël: 987007280744405171
- Nationale Bibliotheek van Polen: a0000002152634
- Nederlandse Thesaurus van Auteursnamen: 071050086
- Système universitaire de documentation: 080410472
- Virtual International Authority File: 85434645
- WorldCat: E39PBJjXfJG6RCg3F8JY96HKVC